# Gaius Statilius Crito
Gaius Statilius Crito war ein im 2. Jahrhundert n. Chr. lebender Angehöriger des römischen Ritterstandes (Eques).
Durch ein Militärdiplom, das auf den 20. August 127 datiert ist, ist belegt, dass Crito 127 Kommandeur der Cohors I Thracum Syriaca war, die zu diesem Zeitpunkt in der Provinz Moesia inferior stationiert war.